# Бенд, Эдвин
Эдвин Бенд (нем. Edwin Bhend; 9 сентября 1931, Цюрих — 20 июня 2025) — швейцарский шахматист, международный мастер (1960).
Чемпион Швейцарии 1966 года.
В составе национальной сборной участник 10-и олимпиад (1952—1958, 1964—1968, 1972, 1978 за 1-ю сборную; 1982 за 2-ю) и ряда других международных турниров.
Умер 20 июня 2025 года в возрасте 93 лет.

## Изменения рейтинга
| Графики недоступны из-за технических проблем. См. информацию на Фабрикаторе и на mediawiki.org. |